# Ismael Marín Marín
Ismael Marín Marín (Caravaca de la Cruz (Murcia) 5 de enero de 1990),  deportivamente conocido como Urzaiz, es un futbolista español. Juega en el medio campo y su club actual es el Racing Murcia FC del Grupo XIII de la Tercera División de España.

## Trayectoria
Comenzó en el Real Murcia en el Infantil A, tras haber jugado anteriormente en las categorías inferiores del Caravaca. A partir del 2009 llegó al Real Murcia Imperial donde debutó jugando contra el Leganés. 
El año siguiente y tras el descenso del primer equipo del Real Murcia a Segunda División B, fue subido al primer equipo.
Fue campeón de España juvenil con la selección murciana de fútbol.
En la temporada 2011/12 el Real Murcia cede al canterano Urzáiz a la Ponferradina para tener minutos y jugar partidos, ya que en el Real Murcia apenas iba a disponer de oportunidades.
Durante la temporada 2011/2012, no goza de demasiadas oportunidades con la SD Ponferradina, debido a una lesión a principio de temporada. No obstante, consigue ascender a la Segunda División con el conjunto berciano.
En la temporada 2012/13 tras rescindir su contrato con el R. Murcia, ficha por el Fútbol Club Cartagena, recién descendido de la Segunda División. Con el conjunto albinegro, termina la liga regular como subcampeón de grupo y disputa las eliminatorias de ascenso a Segunda División. Lleva disputados 26 partidos (25 de Liga y 1 de Copa).
Durante la temporada 2017-18, jugaría en las filas del CF Lorca Deportiva.
En 2018 firmaría por el Orihuela CF del Grupo III de Segunda División B en el que jugaría durante dos temporadas.
En junio de 2020, regresa a la Región de Murcia tras aceptar la propuesta del Racing Murcia FC para jugar en el Grupo XIII de la Tercera División de España.

## Clubes
| Club                   | País   | Año       |
| ---------------------- | ------ | --------- |
| Real Murcia Imperial   | España | 2009-2010 |
| Real Murcia            | España | 2010-2011 |
| SD Ponferradina        | España | 2011-2012 |
| F.C. Cartagena         | España | 2012-2013 |
| Orihuela CF            | España | 2013-2015 |
| Club Deportivo Eldense | España | 2015-2017 |
| CF Lorca Deportiva     | España | 2017-2018 |
| Orihuela CF            | España | 2018-2020 |
| Racing Murcia FC       | España | 2020-     |